# 比尔里卡
比尔里卡是美国马萨诸塞州米德尔塞克斯县的一个城镇。2020年美国人口普查时，人口为42119人。比尔里卡的名字取自英国埃塞克斯郡的比尔里凯镇。

## 历史
16世纪30年代初，一个名为Shawshin的虔诚的印第安人村庄位于比尔里卡的现址，今天通常拼写为Shawsheen，就像在沙欣河（ShawsheenRiver）一样。1638年，马萨诸塞湾殖民地总督约翰·温斯罗普和副总督托马斯·达德利获得了该地区康科德河沿岸的土地，到1652年，来自剑桥和查尔斯顿村的大约十几个家庭开始占领沙欣。定居者之所以选择比尔里卡（Billerica）这个名字，是因为其中一些家庭最初来自英国埃塞克斯郡的比尔里凯（Billericay）镇。1655年，比尔里卡建镇，与邻近的切姆斯福德和附近的格罗顿在同一天。比尔里卡最初的种植园在殖民时期被划分为比尔里卡、贝德福德、威尔明顿和特克斯伯里镇。

## 地理
根据美国普查局的数据，比尔里卡镇的总面积为26.4平方英里（68平方公里），其中25.9平方英里（67平方公里）为陆地，0.5平方英里（1.3平方公里）或1.9%为水域。